# Kleinschmidtimyia wikstroemiae
Kleinschmidtimyia wikstroemiae är en tvåvingeart som beskrevs av Otto Kleinschmidt 1961. Kleinschmidtimyia wikstroemiae ingår i släktet Kleinschmidtimyia och familjen minerarflugor. Inga underarter finns listade i Catalogue of Life.